# Pont suspendu de la gorge de Kawarau

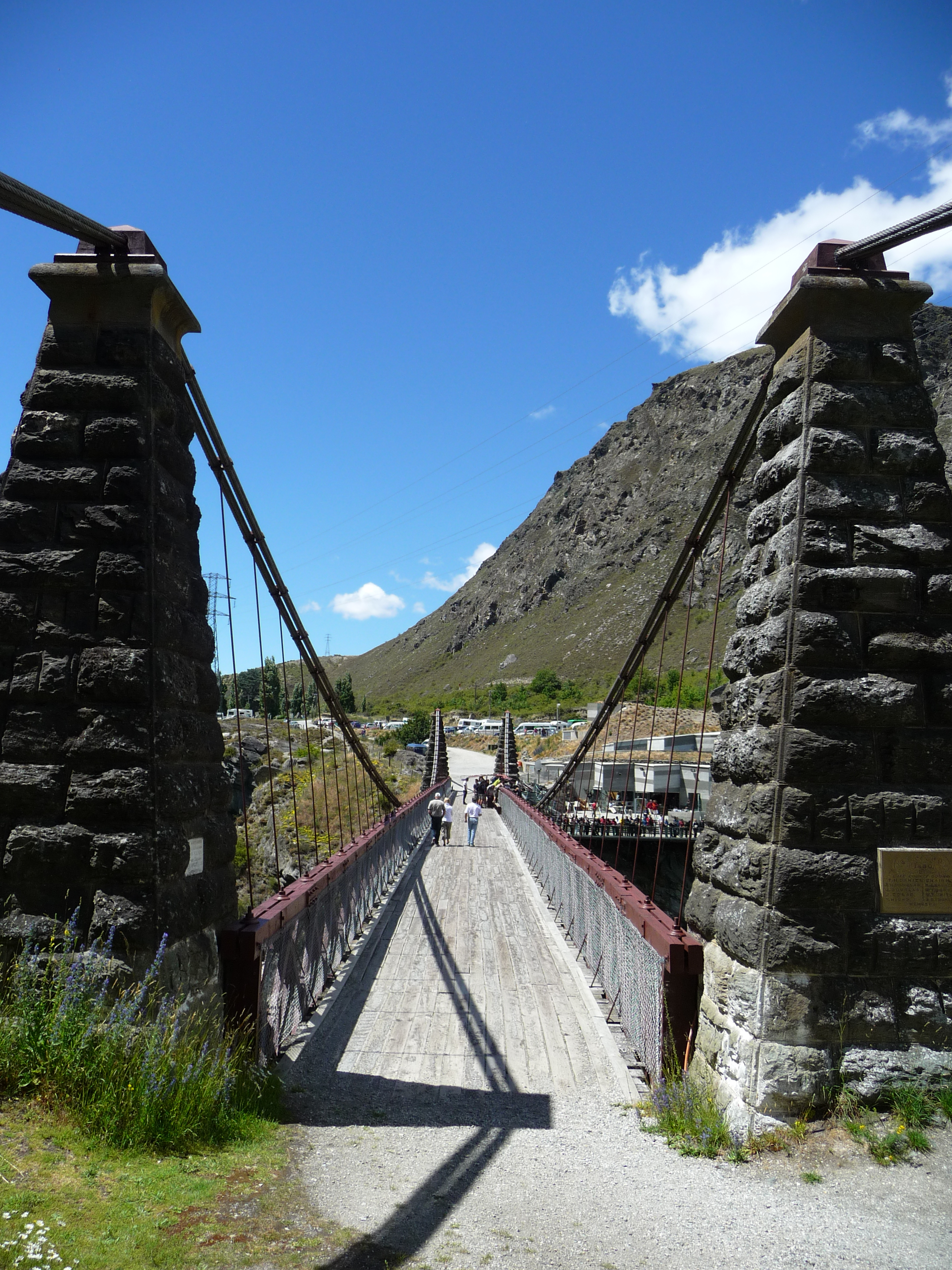
Le pont suspendu des gorges de Kawarau (Nouvelle-Zélande)

Le pont suspendu des gorges de Kawarau est un pont qui franchit la rivière Kawarau dans la région d'Otago dans l'Ile du Sud en Nouvelle-Zélande. Ce pont est utilisé principalement dans un but commercial par la " AJ Hackett Bungy Company " pour du Saut à l'élastique mais il forme aussi une partie de la randonnée nommée : Queenstown Trail (en) qui permet aux promeneurs/randonneurs et vélos tout-terrain de passer au-dessus de la rivière.  
Le pont est situé à l'intérieur de la Réserve d'Otago de Queenstown. 

## Localisation
Le pont est situé entre la "route de la couronne" (Crown Range (en) et Gibbston à travers les Kawarau Gorge (en) qui constitue le bassin du Wakatipu (Wakatipu Basin (en)). Il domine la rivière Kawarau de ses 43 m de haut.

## Histoire
Le pont a été terminé à la fin de 1880, et constitue une route d'accès essentielle pour les champs aurifères de l'Otago central. Il fut  remplacé par un nouveau pont autoroutier sur la "State Highway 6 " en 1963.
Il est  classé comme monument historique par le New Zealand Historic Places dans la catégorie I des lieux historiques. 

## Nom
Le pont est connu par une grande variété de noms et en particulier Kawarau Gorge Suspension Bridge, Kawarau Suspension Bridge, Kawarau bridge et Kawarau Bungy Bridge.

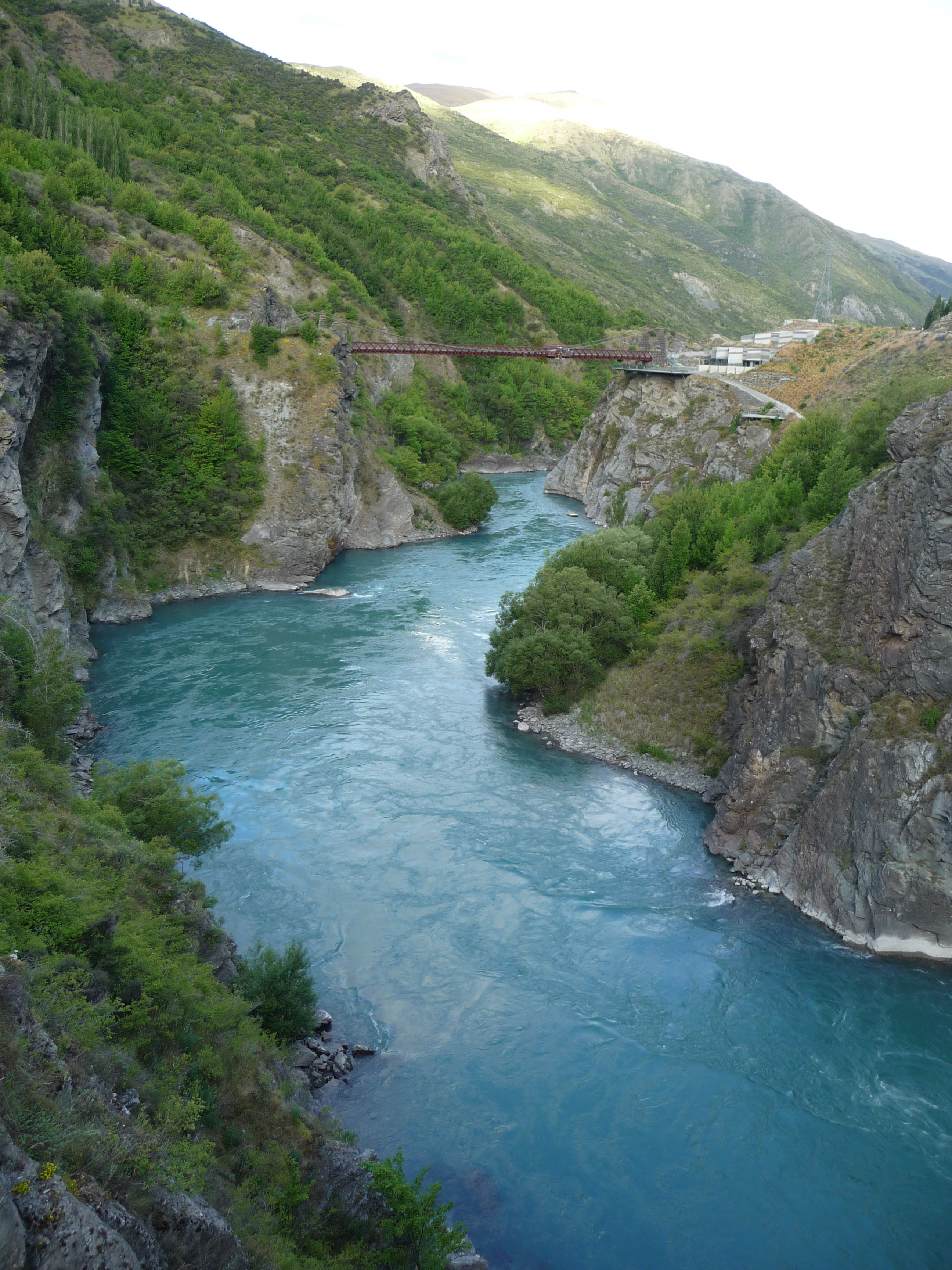
Vue du pont au-dessus de la rivière Kawarau